# Parastenopa carinata
Parastenopa carinata är en tvåvingeart som beskrevs av Friedrich Georg Hendel 1914. Parastenopa carinata ingår i släktet Parastenopa och familjen borrflugor.
Artens utbredningsområde är Bolivia. Inga underarter finns listade i Catalogue of Life.